# Zdymadlo Kolín
Zdymadlo Kolín je vodní dopravní stavba na Labi, které je ve správě státního podniku Povodí Labe. Nachází se na říčním kilometru 920,567 Evropské kilometráže (s nulou při ústí Labe do Severního moře), resp. na říčním kilometru 83,193 podle staré kilometráž s nulou u Mělníka, víceméně v centru města Kolín, mezi dvěma silničními mosty, tzv. Novým a Masarykovým mostem (s kterým je stavebně propojeno). Předchozí plavební stupeň je Zdymadlo Veletov, následující plavební stupeň je Zdymadlo Klavary.

## Jednotlivé části zdymadla
Hlavní objekty vodního díla jsou:
- jez
- malá vodní elektrárna
- plavební komora

### Jez
Jez je spolu s malou vodním elektrárnou situován pod silničním železobetonovým Masarykovým mostem. Má tři pole světlosti 19,0 m hrazená zdvižnými válcovými uzávěry s pevným štítem.

### Malá vodní elektrárna
Malá vodní elektrárna (MVE) je umístěna mezi jezem a nedokončenou vlakovou komorou pod silničním mostem. V elektrárně jsou
instalovány čtyři Francisovy turbíny. Celková hltnost turbín je 47,5 m3/s, při spádu 2,0 m je dosažitelný výkon elektrárny 0,515 MW.
MVE Kolín se tím řadí do podkategorie minielektrárny (do 1 MW). Podle spádu jde o MVE nízkotlakou a podle režimu nakládání s vodou o MVE průtokovou.
Tuto MVE provozuje Dalkia a.s. Kolín, což je závod francouzské firmy Dalkia, která v současnosti provozuje také nedalekou tepelnou elektrárnu, která byla postavena v roce 1932 podle projektu architektura Jaroslava Fragnera a je významnou stavbou funkcionalismu.

### Plavební komora
Plavební komora je umístěna do pravého labského ramene. Její užitné rozměry jsou 83,6 x 12,5 x 3 m. V horním i dolním ohlaví jsou umístěna vzpěrná vrata. Plnění a prázdnění komory se provádí dlouhými zaklenutými obtoky vybavenými segmentovými uzávěry. K ovládání vrat i stavítek slouží hydraulické servoválce. Provozní doba plavební komory je 6 až 18 hodin.

## Fotogalerie

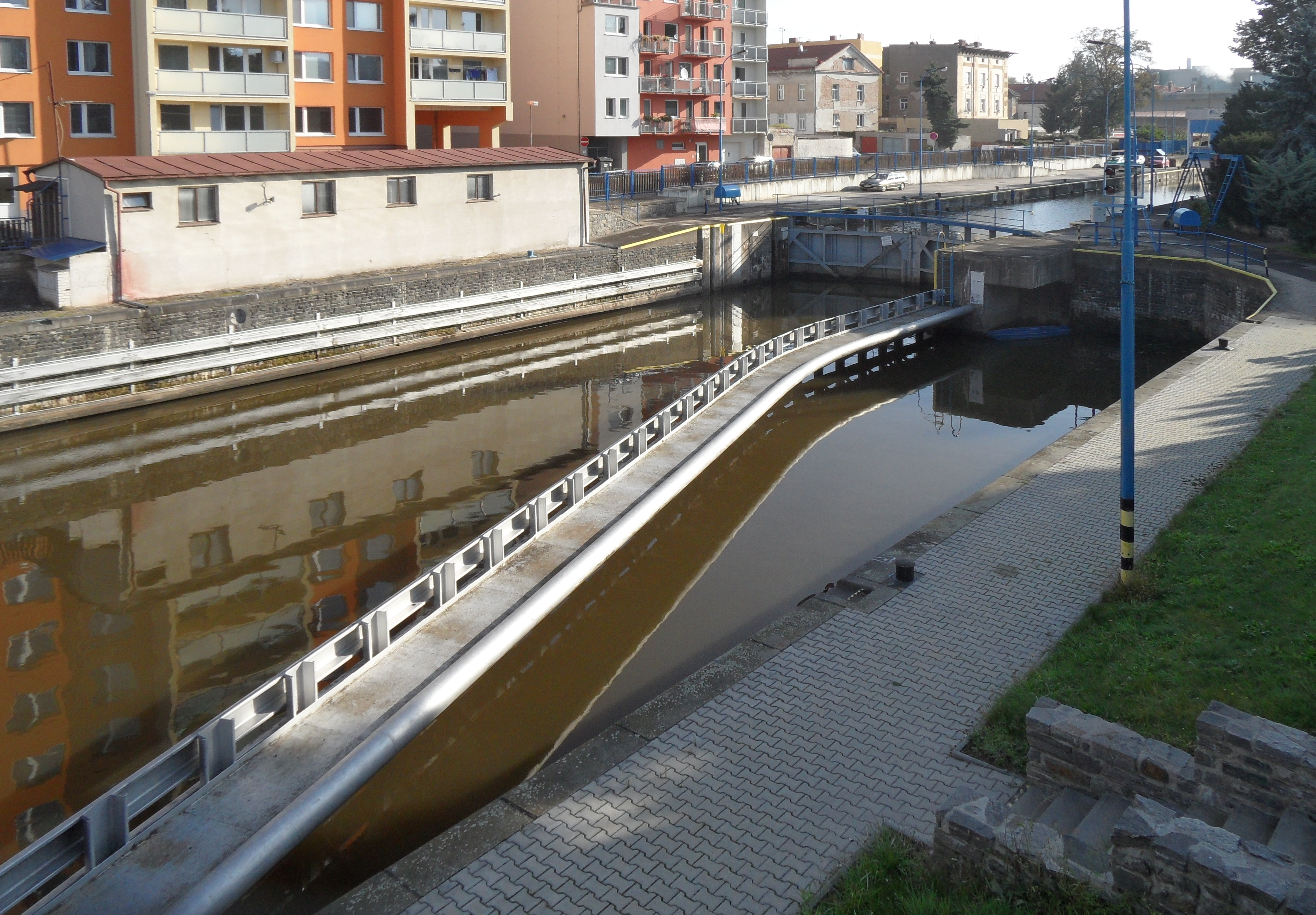
Pohled ze schodů na Horní ostrov
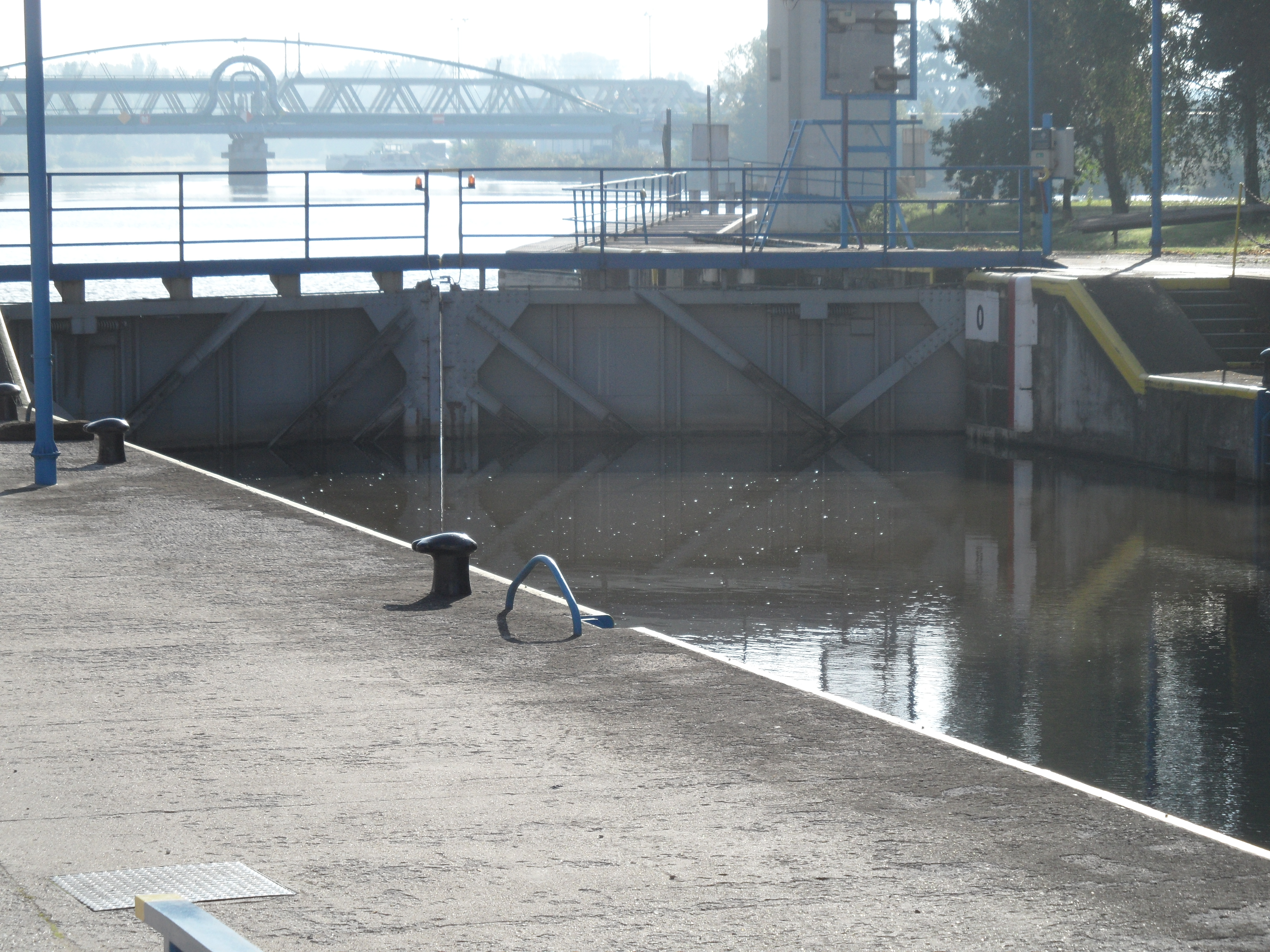
Vrata plavební komory
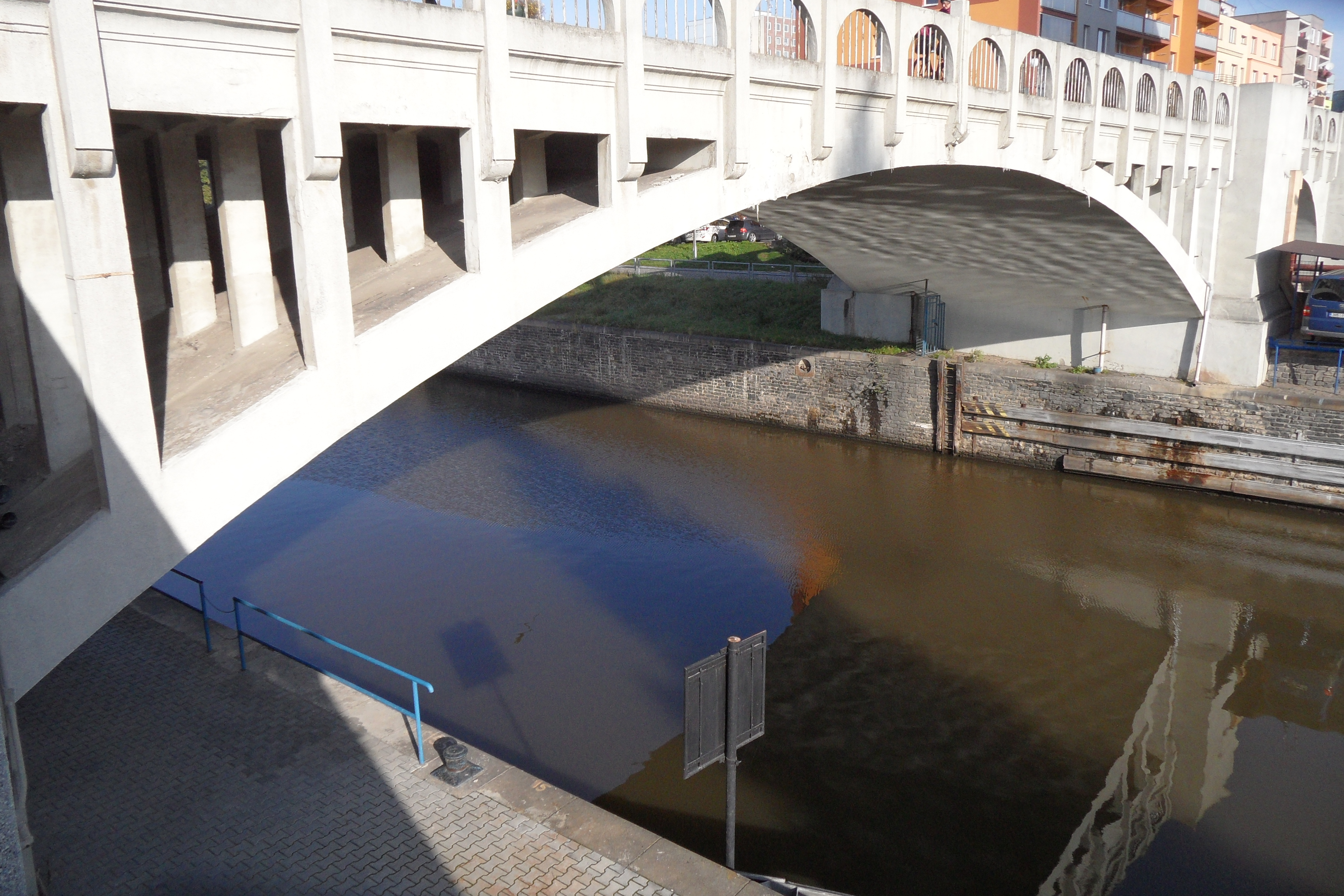
Část pod Masarykovým mostem
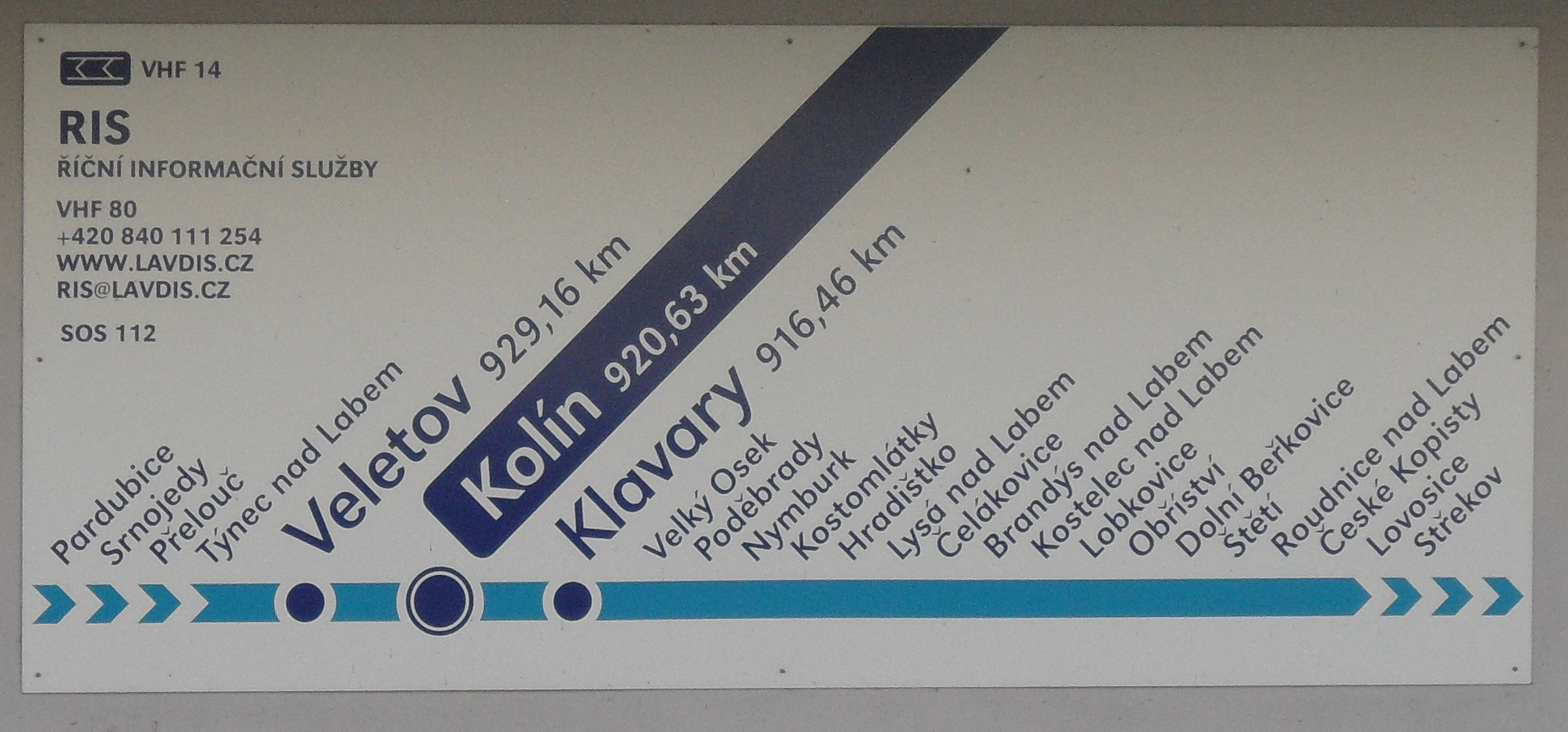
Informační tabule